# Pommerœul
Pommerœul is een dorp in de Belgische provincie Henegouwen, en een deelgemeente van de Waalse gemeente Bernissart bij de Moerassen van Harchies.
Pommerœul was een zelfstandige gemeente, tot die bij de gemeentelijke herindeling van 1977 toegevoegd werd aan de gemeente Bernissart.
Pommerœul was een rijke nederzetting in de ijzertijd en groeide dankzij de gunstige ligging aan een oude rivierarm van de Haine uit tot een bloeiende vicus tijdens de periode van het Romeinse Rijk. De bewoning werd niet onderbroken tijdens de verovering van Gallië door Julius Caesar. In het archeologisch museum van Aat bevinden zich twee vrachtschepen die te Pommerœul gevonden werden.

## Bezienswaardigheden
- De Onze-Lieve-Vrouwekerk (Église Notre-Dame) is een gotische hallenkerk, waaraan gebouwd werd in vier fasen van 1150-1630. De kerktoren heeft een getordeerde spits.

## Natuur en landschap
Ten zuiden van de plaats ligt de Hene met het Afleidingskanaal van de Hene (Dérivation de la Haine). De hoogte aan de kerk bedraagt 26 meter.

## Economie
In 1838 werden in het gehucht Pont de Thulin, gelegen aan het Afleidingskanaal van de Hene, cokesfabrieken en hoogovens opgericht, behorend tot de S.A. Hauts-Fourneaux du Borinage. Het hoofdkantoor bevond zich te Pommerœul. De steenkool kwam vanuit naburige mijnen maar was van slechte kwaliteit, zodat het bedrijf in 1863 al weer sloot.

## Demografische ontwikkeling
- Bronnen:NIS, Opm:1831 tot en met 1970=volkstellingen, 1976= inwoneraantal op 31 december
- 1970: Aanhechting van Ville-Pommerœul in 1965

## Galerij

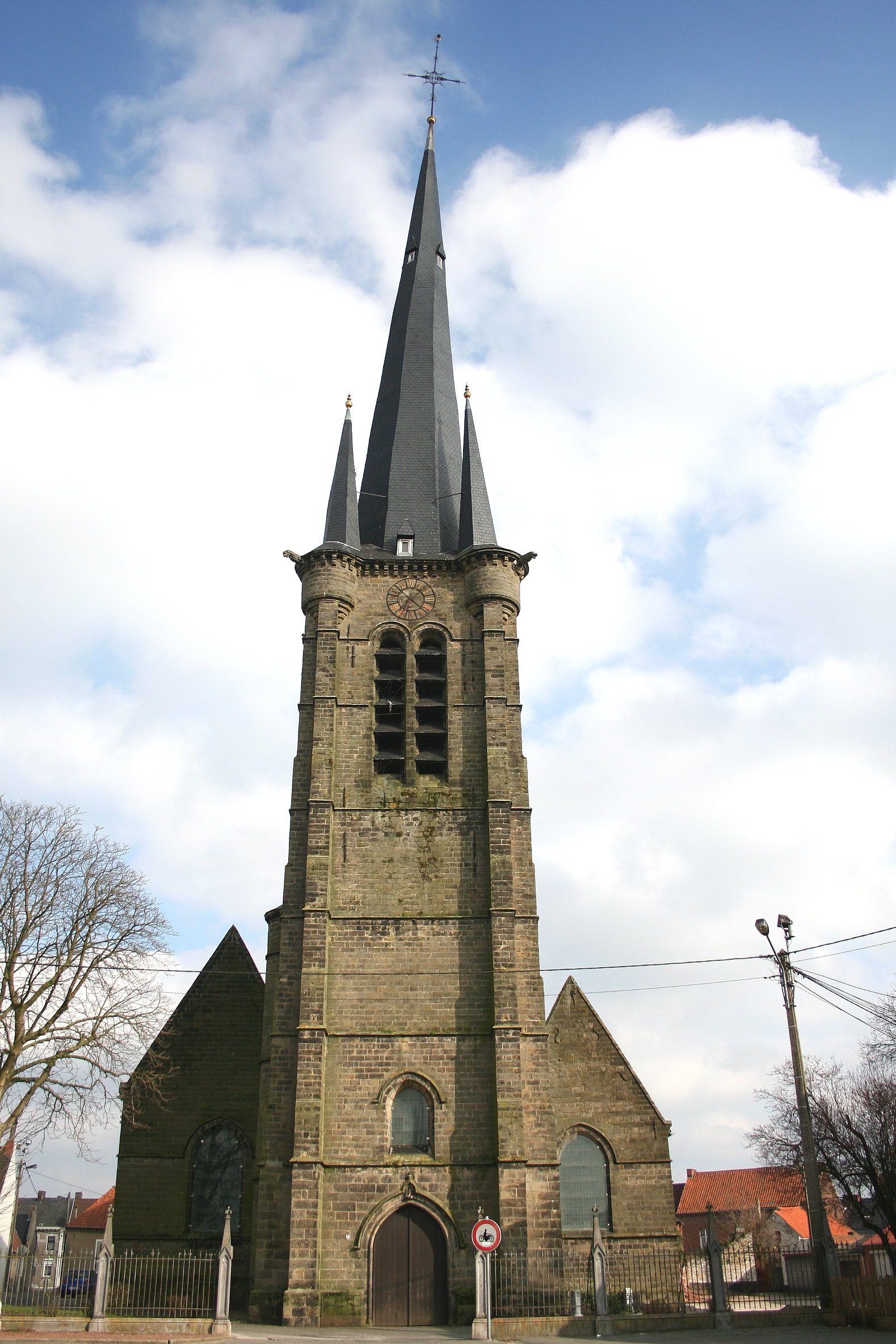
Pommerœul, de Onze-Lieve-Vrouwkerk (XIII/XVIIde eeuwen).
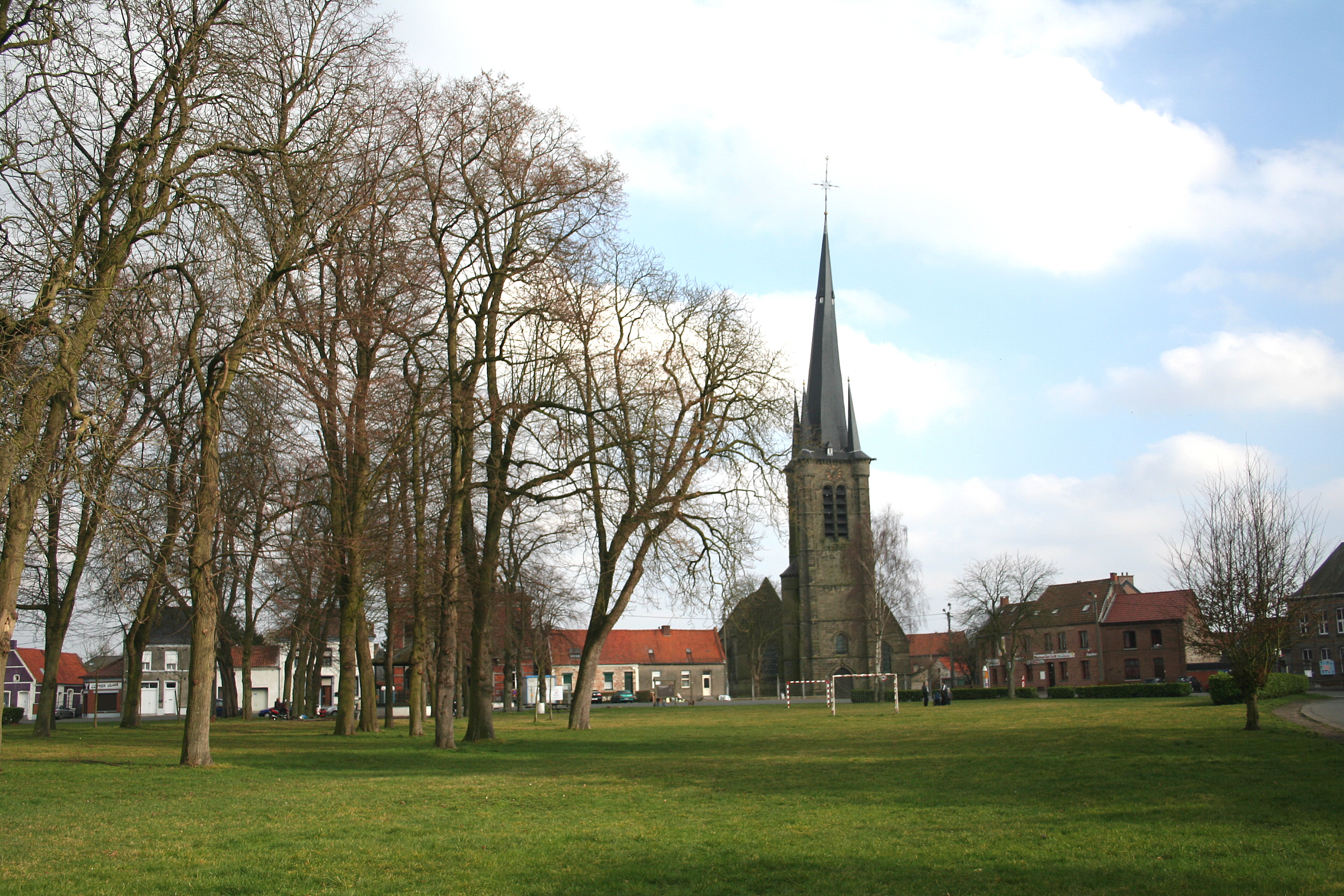
Pommerœul, place Hautchamp.
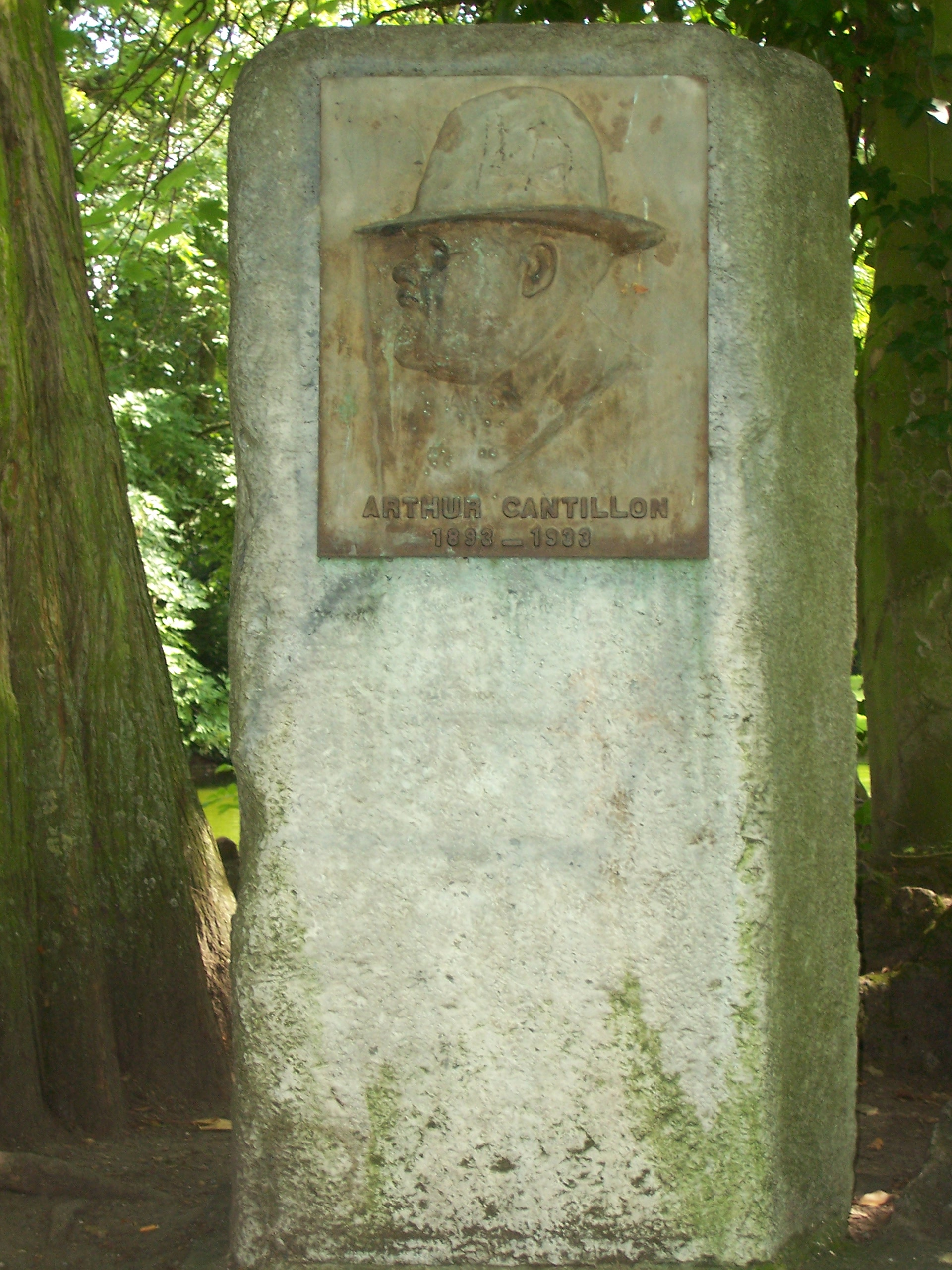
Gedenksteen ter ere van Arthur Cantillon, burgemeester van Pommerœul tussen 1926 en 1932.

## Nabijgelegen kernen
Ville-Pommerœul, Harchies, Montroeul-sur-Haine, Thulin